# Daniel Grataloup
Daniel Grataloup (19 mei 1960) is een Frans voormalig rallynavigator.

## Carrière
Daniel Grataloups eerste opwachting als navigator in het wereldkampioenschap rally kwam in Monte Carlo 1985.
In 1989 werd hij de vaste navigator van Bruno Saby, waarmee hij drie jaar lang actief was. Halverwege 1991 kwam hij naast François Delecour te zitten, op dat moment actief bij het fabrieksteam van Ford. Met de Ford Escort RS Cosworth won het duo hun eerste WK-rally in Portugal 1993, en zouden later dat jaar nog twee keer winnen. Ze eindigden uiteindelijk als runner-up in het kampioenschap. Grataloup en Delecour wonnen de openingsronde van het kampioenschap in 1994 in Monte Carlo, maar Delecour raakte later in het seizoen gewond buiten de rallypaden, waardoor ze dat jaar grotendeels niet in actie kwamen.
Grataloup keerde pas in 1996 terug naast Delecour. Zo waren ze nog actief voor Peugeot, waarmee ze nog een aantal podium resultaten behaalde in het WK. In 2001 keerde ze nog terug bij Ford, maar het seizoen was geen doorslaand succes, waarin Grataloup nog geblesseerd raakte na een hevig ongeluk in Australië. In het seizoen 2002 kwamen ze nog uit voor het inmiddels kwakkelende Mitsubishi, waardoor grote resultaten uitbleven. Grataloups seizoen zag wederom zijn einde na een uitglijder in Australië, wat nu definitief het einde inluidde van zijn carrière als navigator.
Sinds 2003 is Grataloup actief binnen het fabrieksteam van Citroën als coördinator.